# Augusto Ozores
Pour les articles homonymes, voir Ozores.
 (juillet 2019).
Augusto Vicente Calixto Ozores Iriarte, né le 13 octobre 1893 à San Juan, Capitainerie générale de Porto Rico, Espagne et mort le 6 mars 1969 à Barcelone, est un footballeur portoricain de nationalité américaine. Il jouait au poste d'attaquant et il est considéré comme étant le premier joueur portoricain à avoir joué en Europe.

## Biographie
Augusto Ozores, naît au Porto Rico en 1893 lorsque l'île est une colonie espanole. Il est le fils du marin galicien Vicente Ozores Nieva et de la portoricaine María Iriarte Solís. En 1898, après l'invasion américaine, la famille s'installe en Espagne, d'abord à La Corogne puis finalement à Barcelone.
Ozores commence à jouer au football à Barcelone dans les rangs de l'Universitary SC (1912-14) puis avec le FC Barcelone (1914-17). Avec le Barça il joue 31 matchs et marque six buts. Il remporte le championnat régional de Catalogne, mais le Barça perd son titre à la suite d'une réclamation du RCD Espanyol concernant un joueur indûment aligné («affaire Garchitorena»).
En 1920, il se marie avec Luisa Graner, fille du peintre Luis Graner, et le couple part s'installer aux États-Unis.